# تلاكوبان
تلاکوبان والتي تسمى اليوم تاكوبا بعد اسبنة اسمها الاصلي الناهواتلي) كانت مملكة صغيرة في المكسيك قبل الاحتلال الإسباني لها في 1524 .
اسمها يعني بلغة الناهواتل النبتة المزهرة في الأرض المنبسطة.
تقع حاليا في معتمدية ميغال هيدالغو إحدى المعتمديات 16 للمقاطعة الاتحادية (ولاية أو محافظة اتحادية) مكسيكو.
هي في الاصل دولة-مدينة (بالناهواتل: آلتيباتل) وبالتالي نظام سياسي مصغر
تأسست قبل وصول الإسبان إلى القارة الأمريكية من طرف تلاكوماتزين على الشاطئ الغربي من بحيرة تيكسكوكو.
كانت تلاكوبان مملكة تيبانيقية تابعة لآزكابوتزالكو المدينة القوية الاقرب ولكن تحالفت مع تينوختيتلان وتيكسكوكو في غزوهم لهذه المدينة القوية.
وهكذا أصبحت تلاكوبان حليفة لشعب الأزتك كعضو مع مدن تينوختيتلان وتيكسكوكو في التحالف الازتيكي الثلاثي.
شاركت سياسيا وعسكريا في الفتوحات الذي انشأت إمبراطورية الازتيك وأصبحت إحدى عواصمها.
وكانت ثالث أكبر مدينة في الدولة الازتيكية.
غير ان هذا التحالف الذي سيطر إلى حد كبير على أمريكا الوسطى انتهى في القرن السادس عشر، في 1521 بعد غزو الإسبان للمكسيك بقيادة كورتيس وحلفائهم المحليين.
في طريق هذه المدينة توقف كورتيس وبكى تحت إحدى اشجار المكسيك المشهورة 'الاواويتي' خلال هروبه بعد مذبحة 'النوتشي تريستي' ، الليلة الحزينة بين 30 جوان إلى أول جويلية 1520.
آخر حكامها قبل اخضاعها من طرف الإسبان في 1524 كان تاتليبان-كويتزال.